# Kasem S. Kasemsri
Mom Rajawongse Kasem S. Kasemsri (vollständiger Name: Mom Rajawongse Kasemsamosorn Kasemsri, Thai: หม่อมราชวงศ์เกษมสโมสร เกษมศรี; * 9. März 1931) ist ein thailändischer Diplomat und Politiker. Er war von 1995 bis 1996 Außenminister des Landes.
Kasem ist ein entferntes Mitglied der thailändischen Königsfamilie (Chakri-Dynastie). Er ist der Enkel von Prinz Kasemsri Supayok, einem Sohn König Rama IV. (Mongkut). Sein niederer Adelstitel Mom Rajawongse trägt dieser entfernten königlichen Abstammung Rechnung. Er studierte Wirtschaftswissenschaft an der Universität Cambridge und graduierte vor 1955. 1955 trat er in das Außenministerium ein. Nach Aufgaben auf den Philippinen, in Kanada und London wurde er 1973 Botschafter in Indonesien. 1975 wurde er dann der erste thailändische Botschafter in der Volksrepublik China. 1980 arbeitete er als beamteter Staatssekretär im Außenministerium in Bangkok. Er spielte eine wesentliche Rolle im Konflikt mit der von Vietnam 1979 eingesetzten Regierung in Kambodscha, die Thailand nicht anerkannte. 1982 ging er als Botschafter in die USA und kehrte 1986 als beamteter Staatssekretär nach Bangkok zurück, der er bis 1991 blieb.
Nach dem Militärputsch im Februar 1991 war er bis März 1992 Minister im Amt des Ministerpräsidenten Anand Panyarachun, der eine Übergangsregierung aus parteilosen Experten führte. Als Anand nach der Regierungsübernahme des Generals Suchinda Kraprayoon und den Massenprotesten im „Schwarzen Mai“ 1992 erneut von Juni bis September eine Übergangsregierung führte, war Kasem stellvertretender Ministerpräsident.
Kasem wurde im Juli 1995 als Mitglied der Koalitionsregierung Banharn Silpa-archa für die neugegründete Nam-Thai-Partei zum Außenminister ernannt. Damit brachte er Kompetenz und Integrität in eine Regierung, deren Kern die Chart-Thai-Partei bildete, der Korruption und Unfähigkeit vorgeworfen wurden.
Kasem vertrat Thailand in der Gruppe der 10 „bedeutenden Persönlichkeiten“ (Eminent Persons Group, EPG) der ASEAN, die von 2005 bis 2006 die Kerninhalte des Verfassungsdokuments der Organisation (ASEAN-Charta) ausarbeiteten.